# Abu-Bakr Yunis Jabr
O Major-general Abu-Bakr Yunis Jabr (1952 - 20 de outubro de 2011) foi Ministro da Defesa da Líbia nomeado pelo coronel Muammar Gaddafi.
Há discordância sobre o ano de nascimento de Jabr. Segundo a ONU, ele nasceu em 1952 em Jalu, na Líbia. Já o jornal alemão Frankfurter Allgemeine Zeitung fornece uma data anterior a 1940.
Educado na Academia Militar de Benghazi, Jabr compartilha aulas com o jovem Muammar Gaddafi. Mais tarde, ambos pertenciam ao Movimento dos Oficiais Livres que no dia 1 de setembro de 1969, removeu o rei Idris I da Líbia do poder em um golpe de estado e levou Gaddafi ao poder. Após uma fracassada tentativa de golpe em dezembro do mesmo ano, liderada pelo ministro Adam al-Hawaz contra Gaddafi, Jabr foi designado ministro da Defesa do novo gabinete ministerial líbio.
Jabr foi chefe do Exército da Líbia desde 1970 e foi um dos membros originais dos 12 oficiais do exército do Conselho do Comando Revolucionário liderado por Gaddafi. Foi morto na mesma operação em que o ditador foi capturado.